# Ezequiel Medrán
Ezequiel Luis Medrán (Rafaela, provincia de Santa Fe, Argentina; 28 de diciembre de 1980) es un exfutbolista y actual entrenador argentino. Jugó en la posición de arquero. Actualmente se desempeña como entrenador del Club Atlético Colón de Santa Fe

## Trayectoria

### Como jugador
Debutó en 2001 bajo los palos de Atlético Rafaela. Luego del descenso de su equipo en la temporada 2003-04, en agosto de 2004 se incorporó a Boca Juniors, como arquero suplente de Roberto Abbondanzieri. Sin la regularidad deseada, fue cedido a Belgrano, Lobos de la BUAP y San Martín de San Juan, donde sufrió un nuevo descenso de la primera división argentina.
A mediados de 2008, es anunciado como nuevo jugador de Cerro Porteño, donde juega hasta fines de 2009. Desde 2010 se desempeñó en Deportes La Serena, con muy buenas actuaciones. El 21 de febrero de 2011 sufre una grave lesión, que lo tuvo 6 meses fuera de las canchas.En diciembre del 2011 se le comunicó que no seguiría en Deportes La Serena. Finalmente para el Apertura 2012 de Chile ficha por Cobresal. El 3 de noviembre de 2012, en el marco de la penúltima fecha del Torneo Clausura 2012 marca su primer gol en el profesionalismo siendo arquero, con un cabezazo a su exclub Deportes La Serena.
En diciembre de 2013, se anunció su regreso a Deportes La Serena. Tras 8 años fuera de su país natal, en 2016 regresa para defender los colores de Central Norte de Salta del Torneo Federal A.A mediados del mismo año, luego de no poder concretar su regreso a Atlético Rafaela, ficha por Ben Hur de Rafaela del Federal B, en donde se retira a fines de 2017.

### Como entrenador
El 7 de diciembre de 2018, es anunciado como nuevo entrenador de Central Norte de Salta, equipo al que había defendido como arquero, en su primera experiencia en la banca. El 17 de mayo de 2022, es anunciada su renuncia a Central Norte, para tomar las riendas de Atlético Rafaela en la Primera B Nacional.En abril de 2024, luego de un comienzo de campaña con una victoria en 6 fechas, y cercano a los puestos de descenso, se anuncia su salida del banco de Atlético Rafaela.
A mediados de mayo de 2024, fue elegido como sucesor de Darío Alaniz para dirigir a Gimnasia y Esgrima de Mendoza en la Primera Nacional de Argentina. Logró encaminar un equipo con el cual llegó a una final de reducido por el ascenso a Primera Dvisión de Argentina, la cual perdió ante San Martín de San Juan. A fines de julio de 2025, fue despedido pese a solo tener 3 derrotas (2 por la liga y 1 por copa nacional).

## Estadísticas

### Como jugador
| Club                        | País      | Año       |
| --------------------------- | --------- | --------- |
| Atlético de Rafaela         | Argentina | 2001-2004 |
| Boca Juniors                | Argentina | 2004-2008 |
| → Belgrano (cedido)         | Argentina | 2006-2007 |
| → Lobos de la BUAP (cedido) | México    | 2007      |
| → San Martín (SJ) (cedido)  | Argentina | 2008      |
| Cerro Porteño               | Paraguay  | 2008-2009 |
| Deportes La Serena          | Chile     | 2010-2011 |
| Cobresal                    | Chile     | 2012-2013 |
| Deportes La Serena          | Chile     | 2014-2015 |
| Central Norte (S)           | Argentina | 2016      |
| Ben Hur                     | Argentina | 2016-2017 |

### Como entrenador
| Club                          | Div.          | Temporada     | Liga | Liga | Liga | Liga |          | Copas    | Copas    | Copas    | Copas | Copas         | Copas         | Copas         | Copas         | Copas |    | Totales | Totales | Totales | Totales | Totales | Totales | Totales | Totales | Totales |
| Club                          | Div.          | Temporada     | Liga | Liga | Liga | Liga | Nacional | Nacional | Nacional | Nacional |       | Internacional | Internacional | Internacional | Internacional |       |    | Totales | Totales | Totales | Totales | Totales | Totales | Totales | Totales | Totales |
| Club                          | Div.          | Temporada     | PD   | G    | E    | P    | PD       | G        | E        | P        | PD    | G             | E             | P             | PD            | G     | E  | P       | GF      | GC      | Dif.    | Pts.    | Rend.   |         |         |         |
| ----------------------------- | ------------- | ------------- | ---- | ---- | ---- | ---- | -------- | -------- | -------- | -------- | ----- | ------------- | ------------- | ------------- | ------------- | ----- | -- | ------- | ------- | ------- | ------- | ------- | ------- | ------- | ------- | ------- |
| Central Norte (S) Argentina   | 4.ª           | 2019          | 19   | 14   | 4    | 1    | —        | —        | —        | —        | —     | —             | —             | —             | 19            | 14    | 4  | 1       | 49      | 11      | +38     | 46      | 80.7%   |         |         |         |
| Central Norte (S) Argentina   | 3.ª           | 2019-20       | 22   | 8    | 8    | 6    | 2        | 1        | 0        | 1        | —     | —             | —             | —             | 24            | 9     | 8  | 7       | 33      | 25      | +8      | 35      | 48.61%  |         |         |         |
| Central Norte (S) Argentina   | 3.ª           | 2020          | 11   | 6    | 4    | 1    | —        | —        | —        | —        | —     | —             | —             | —             | 11            | 6     | 4  | 1       | 10      | 9       | +1      | 22      | 66.67%  |         |         |         |
| Central Norte (S) Argentina   | 3.ª           | 2021          | 31   | 13   | 14   | 4    | —        | —        | —        | —        | —     | —             | —             | —             | 31            | 13    | 14 | 4       | 42      | 24      | +18     | 53      | 56.99%  |         |         |         |
| Central Norte (S) Argentina   | 3.ª           | 2022          | 8    | 5    | 3    | 0    | 1        | 0        | 1        | 0        | —     | —             | —             | —             | 9             | 5     | 4  | 0       | 11      | 4       | +7      | 19      | 70.37%  |         |         |         |
| Central Norte (S) Argentina   | Total club    | Total club    | 91   | 46   | 33   | 12   | 3        | 1        | 1        | 1        | 0     | 0             | 0             | 0             | 94            | 47    | 34 | 13      | 145     | 73      | +72     | 175     | 62.06%  |         |         |         |
| Atlético de Rafaela Argentina | 2.ª           | 2022          | 21   | 5    | 9    | 7    | —        | —        | —        | —        | —     | —             | —             | —             | 21            | 5     | 9  | 7       | 26      | 28      | -2      | 24      | 38.1%   |         |         |         |
| Atlético de Rafaela Argentina | 2.ª           | 2023          | 37   | 15   | 13   | 9    | —        | —        | —        | —        | —     | —             | —             | —             | 37            | 15    | 13 | 9       | 39      | 31      | +8      | 58      | 52.25%  |         |         |         |
| Atlético de Rafaela Argentina | 2.ª           | 2024          | 9    | 2    | 3    | 4    | 1        | 1        | 0        | 0        | —     | —             | —             | —             | 10            | 3     | 3  | 4       | 9       | 9       | 0       | 12      | 40%     |         |         |         |
| Atlético de Rafaela Argentina | Total club    | Total club    | 67   | 22   | 25   | 20   | 1        | 1        | 0        | 0        | 0     | 0             | 0             | 0             | 68            | 23    | 25 | 20      | 74      | 68      | +6      | 94      | 46.07%  |         |         |         |
| Gimnasia (M) Argentina        | 2.ª           | 2024          | 28   | 14   | 9    | 5    | —        | —        | —        | —        | —     | —             | —             | —             | 28            | 14    | 9  | 5       | 32      | 18      | +14     | 51      | 60.71%  |         |         |         |
| Gimnasia (M) Argentina        | 2.ª           | 2025          | 22   | 10   | 10   | 2    | 2        | 1        | 0        | 1        | —     | —             | —             | —             | 24            | 11    | 10 | 3       | 25      | 12      | +13     | 43      | 59.72%  |         |         |         |
| Gimnasia (M) Argentina        | Total club    | Total club    | 50   | 24   | 19   | 7    | 2        | 1        | 0        | 1        | 0     | 0             | 0             | 0             | 52            | 25    | 19 | 8       | 57      | 31      | +26     | 94      | 60.26%  |         |         |         |
| Total carrera                 | Total carrera | Total carrera | 208  | 92   | 77   | 39   | 6        | 3        | 1        | 2        | 0     | 0             | 0             | 0             | 214           | 95    | 78 | 41      | 276     | 172     | +104    | 363     | 56.54%  |         |         |         |
| 1.                            |               |               |      |      |      |      |          |          |          |          |       |               |               |               |               |       |    |         |         |         |         |         |         |         |         |         |

## Palmarés

### Como jugador

#### Títulos nacionales
| Título             | Equipo              | País      | Año     |
| ------------------ | ------------------- | --------- | ------- |
| Primera B Nacional | Atlético de Rafaela | Argentina | 2002-03 |
| Primera división   | Boca Juniors        | Argentina | 2005    |
| Primera división   | Boca Juniors        | Argentina | 2006    |
| Primera división   | Boca Juniors        | Argentina | 2008    |
| Primera división   | Cerro Porteño       | Paraguay  | 2009    |

#### Títulos internacionales
| Título              | Equipo       | Sede         | Año  |
| ------------------- | ------------ | ------------ | ---- |
| Copa Sudamericana   | Boca Juniors | Buenos Aires | 2004 |
| Recopa Sudamericana | Boca Juniors | Manizales    | 2005 |
| Copa Sudamericana   | Boca Juniors | Buenos Aires | 2005 |

### Como entrenador

#### Títulos nacionales
| Título             | Equipo            | País      | Año  |
| ------------------ | ----------------- | --------- | ---- |
| Torneo Regional FA | Central Norte (S) | Argentina | 2019 |